# Kościół św. Anny w Lubomierzu
Kościół świętej Anny – rzymskokatolicki kościół pomocniczy  należący do parafii Wniebowzięcia Najświętszej Maryi Panny i św. Maternusa.
Jest to trzynawowy kościół cmentarny wzniesiony w 1628 roku, rozbudowany w 4 ćwierci XVII wieku oraz przebudowany w latach 1794 i 1833. Do jego wyposażenia należą ołtarz z XVIII wieku, ambona, obrazy, malowane nagrobki w stylu klasycystycznym z I połowy XIX wieku.
Świątynia jest trójnawowa. Jej wnętrze nakryte jest sklepieniem kolebkowym z lunetami